# سوخوي سو-35
سوخوي سو-35 (الروسية: Сухой Су-35) (لقب الناتو: Flanker-E) وهي تسمية لنسختين محسنتين من مقاتلة التفوق الجوي سو-27. وهي مقاتلة تفوق جوي روسية متعددة المهام، أحادية المقعد ثنائية المحرك، وهي ذات قدرة فائقة على المناورة تنتمي إلى الجيل 4++ المعزز، من تصميم شركة سوخوي وتُصنع في مصنع غاغارين كومسومولسك أون أمور.
تم تطوير النسخة الأصلية من قبل الاتحاد السوفيتي من سو-27 وكانت تُعرف باسم سو-27 ام. دُمجت الجنيحات (canards) ورادار متعدد الوظائف مما منحها قدرات متعددة الأدوار. وقام أول نموذج أولي برحلته الأولى في يونيو 1988. وبعد تفكيك الاتحاد السوفيتي أعادت سوخوي تسميتها إلى سوخوي سو-35 لجذب طلبات التصدير. وأُنتج 14 طائرة واستخدمت في الاختبارات والاستعراضات؛ أحد الأمثلة كان يحتوي على محركات الدفع الموجه وأُعيد تصميمه وتركيبه على سو-37. صُنعت أيضًا نسخة تدريب وحيدة من طراز سو-35 يو بي بمقعدين في أواخر التسعينيات وكانت شبيهة بعائلة الـسو-35 ام ك.
وفي عام 2003، شرعت سوخوي في التحديث الثاني للطائرة سو-27 لتكون بمثابة طائرة مؤقتة لحين انتهاء برنامج (Sukhoi PAK FA) والتي تعرف باسم سو-57. المعروف أيضًا باسم سو-35، ويحتوي هذا الإصدار على قمرة قيادة ونظام تحكم في الأسلحة المعاد تصميمهما ويتميز بمحركات الدفع الموجه كبديل عن استخدام الجنيحات. قام هذا النوع بأول رحلة له في فبراير 2008. على الرغم من أنه تم تصميمه للتصدير، فقد أصبح سلاح الجو الروسي أول عميل على الإطلاق في عام 2009، مع إصدار النسخة التصديرية التي تعرف بالـسو-35 اس. كما قامت القوات الجوية لجيش التحرير الشعبي الصيني والقوات الجوية الإندونيسية بتقديم طلبات لشراء المقاتلة.

## التصميم والتطوير

### ترقية الـسو-27
تعود أصول أول تصميم للطائرة التي حصلت على تصنيف سو-35 في أوائل الثمانينيات، بالتزامن مع إدخال السو-27 في الخدمة لدى القوات المسلحة السوفيتية. وقد بدأ إنتاج الإصدار النهائي للسو-27، الذي حمل رمز المصنع (تي-10 اس)، وبدأ الإنتاج التسلسلي في مصنع كومسومولسك أون أمور (KnAAPO) في عام 1983. وفي العام التالي، كانت السو-27 قد وصلت إلى الاستعداد التشغيلي الأولي مع قوات الدفاع الجوي السوفياتي. وبعد أن بدأ العمل على النسخة المطورة من طراز سو-27 في عام 1982، وفي ديسمبر 1983 اصد مجلس الوزراء السوفيتي تعليمات إلى مكتب سوخوي باستخدام السو-27 كأساس لتطوير السو-27 ام والذي أخذ ترميز المصنع (تي-10 ام). وقد قاد نيكولاي نيكيتين جهود التصميم طوال معظم فترة وجود المشروع، تحت إشراف المدير العام ميخائيل سيمونوف، الذي كان المصمم الرئيسي للسو-27. جنبًا إلى جنب مع ميخائيل بوجوسيان. 

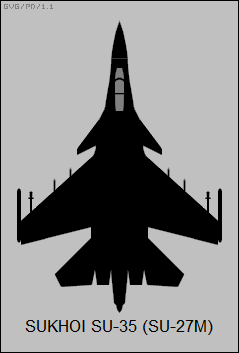
عرض مخطط لنموذج سو-27 ام

أثناء المشاركة على نطاق واسع في تصميم جسم الجناح الممزوج للسو-27، تتميز السو-27 ام بشكل واضح عن الإصدار الأساسي من خلال إضافة الجنيحات، وهي أسطح رفع صغيرة، أمام الأجنحة. تم اختباره لأول مرة في عام 1985 باستخدام طائرة تجريبية،  إلى الامتداد الأمامي للجناح المعاد تشكيله، الذي أعاد توجيه تدفق الهواء بطريقة تقضي على الاصطدام في زوايا عالية للهجوم وتسمح لهيكل الطائرة بالحفاظ على 10 مناورات مقابل 9 للسو-27 دون الحاجة إلى تعزيز هيكلي إضافي. والأهم من ذلك، عند العمل مع تصميم الاستقرار المريح ونظام التحكم في الطيران المصاحب له، فقد حسّن التصميم الديناميكي الهوائي من قدرة الطائرة على المناورة ومكنها من الطيران لفترة وجيزة مع أنفها يتجاوز الوضع الرأسي مع الحفاظ على الزخم إلى الأمام. لهذا السبب، من الناحية النظرية، أثناء القتال، يمكن للطيار أن يرفع السو-27 ام بمقدار 120 درجة في أقل من ثانيتين ويطلق الصواريخ على الهدف. تضمنت التغييرات المرئية الأخرى مقارنةً بتصميم (تي-10 اس) ذيولًا عمودية أطول، ومخصصات للتزود بالوقود أثناء الطيران، واستخدام الهيكل السفلي ذي العجلتين لدعم هيكل الطائرة الأثقل.
إلى جانب زيادة القدرة على المناورة، كانت الميزة الأخرى التي تميزت السو-27 ام عن التصميم الأصلي هي نظام التحكم في الأسلحة الجديد. كان محور هذا النظام هو الرادار متعدد الوظائف طراز N011 بارس (حرفيا «ليوبارد») ذو الصفيف المرحلي مع تتبع النبضة الدوبلرية التي سمحت له باكتشاف الأهداف وراء الأفق. تم تثبيت الرادار لأول مرة على النموذج الأولي الثالث، وقام بتحويل السو-27 ام من مجرد مقاتلة دفاع جوي إلى طائرة متعددة المهام قادرة على مهاجمة الأهداف الأرضية. مقارنة بـالسو-27 المزودة بالرادار N001 ميش، الذي يمكنه تتبع 10 أهداف وتوجيه صاروخين فقط نحو هدف واحد في كل مرة، ويمكن للرادار الجديد تتبع خمسة عشر هدفًا وتوجيه الصواريخ نحو ستة منهم في وقت واحد. واستلزم الوزن الزائد للرادار طراز N011 في مقدمة الطائرة إضافة الجنيحات الأمامية. لم يكتشف المهندسون إلا في وقت لاحق المزايا الديناميكية الهوائية لهذه الأجهزة.  بالإضافة إلى ذلك، تم وضع رادار للدفاع عن النفس طراز N012 المثبت في زراع التطويل الخلفية، مما يجعلها الطائرة الأولى في العالم التي تمتلك مثل هذا الرادار. تضمنت التغييرات الأخرى على الطائرة استخدام محرك نفاث عنفي، بالإضافة إلى زيادة استخدام المواد المركبة خفيفة الوزن وسبائك الألومنيوم ليثيوم في هيكل الطائرة.

## التاريخ التشغيلي

### روسيا
في عام 1996، تم تسليم ثلاث طائرات من طراز سو-27 ام اس إلى مركز اختبار الطيران الحكومي رقم 929 التابع لسلاح الجو في قاعدة فلاديميروفكا الجوية في أختوبينسك في روسيا، لإجراء تجارب الأسلحة. وفي عام 2001، قررت القوات الجوية نقل العديد من طائرات سو-27 ام لإعادة تجهيز فريق الأكروبات الفرسان الروس، وهكذا قام طيارو الفريق برحلات تعريفية بالطائرة. ووصلت طائرات السو-27 ام الثلاثة التي تم إنتاجها واثنتان أخريان قبل الإنتاج إلى قاعدة كوبينكا الجوية التابعة للفريق بالقرب من موسكو في عام 2003. ومع ذلك، فقد تم استخدامها كمصدر لقطع غيار طائرات أخرى في أسطول العرض.

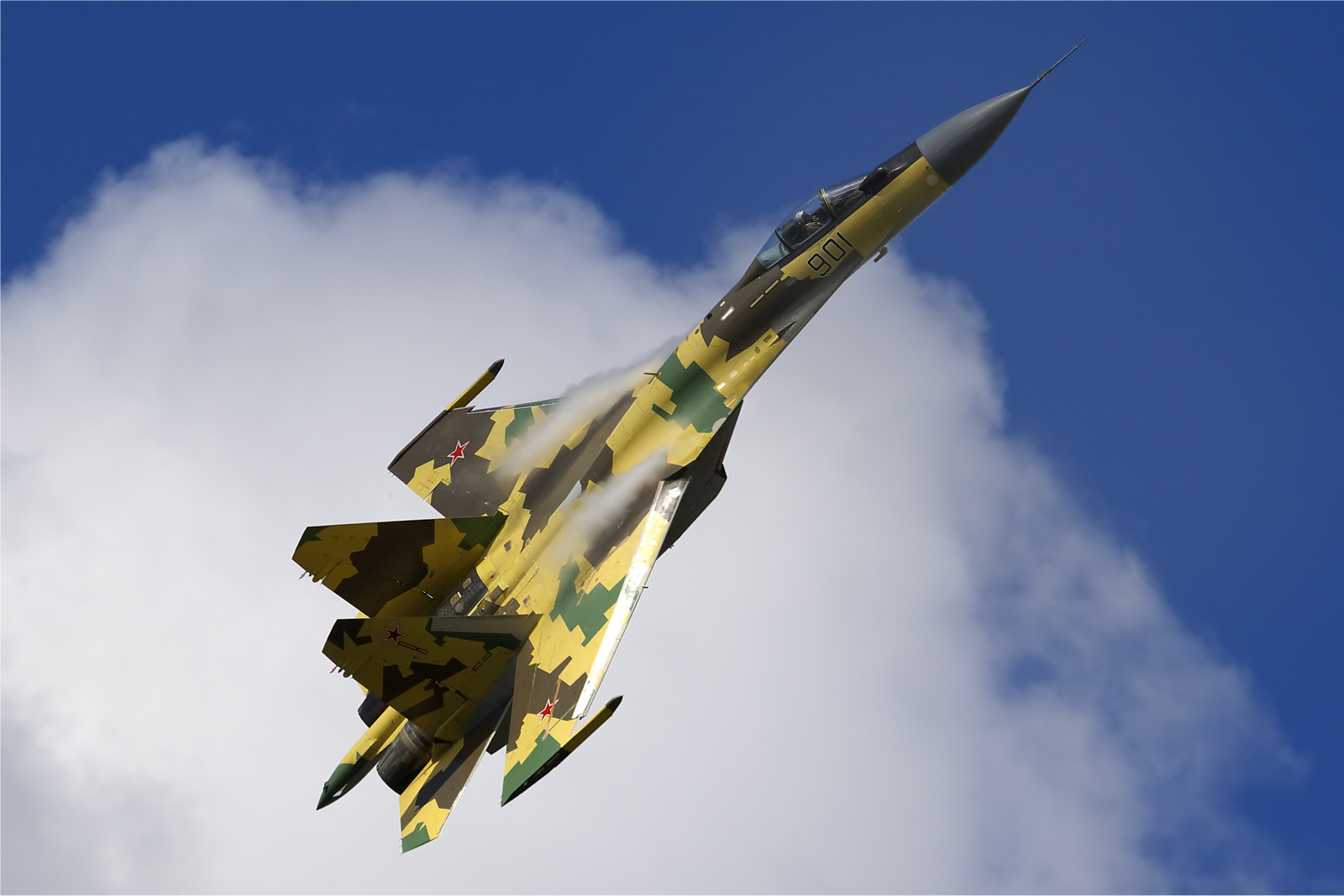
مقاتلة سوخوي سو-35 سلاح الجو الروسي تقدم أداءً في معرض MAKS الجوي 2009 في موسكو

في البداية، تم بناء نموذج واحد ثابت وثالث قابل للطيران (بورت رقم 901، 902، 904) بين عامي 2007 و 2009.  تم تدمير النموذج الثالث (المنفذ رقم 904) لاحقًا عندما اصطدم بحاجز أثناء تشغيل سيارات الأجرة.
تم توقيع أول عقد لـ 48 طائرة إنتاج في معرض MAKS الجوي لعام 2009 في موسكو. وفي مايو 2011، سلمت سوخوي أول سو-35 اس إلى Akhtubinsk لإجراء اختبارات حالة مشتركة مع وزارة الدفاع للتحضير للخدمة التشغيلية. بدأت المرحلة الأولى من مرحلتين من التجارب في أغسطس 2011. وبحلول مارس 2012، كان النموذجان الأوليان وأربع طائرات إنتاج تجري رحلات لاختبار الخصائص التقنية للنوع، والتي تم تقييمها بحلول نهاية ذلك العام امتثلت بشكل عام للمتطلبات. تم تسليم دفعة من ست طائرات إنتاج في ديسمبر 2012. في فبراير 2013، بدأ خمسة منهم في معهد جروموف لأبحاث الطيران في جوكوفسكي المرحلة الثانية من التجارب، مع التركيز على أسلحة Su-35 والقدرة على المناورة القتالية.
تم تسليم اثني عشر طائرة من طراز سو-35 اس في ديسمبر 2013، تليها اثنتا عشرة طائرة أخرى في فبراير 2014، تم تسليم عشرة منها إلى فوج الطيران المقاتل الثالث والعشرين المتمركز في الشرق الأقصى مع تكليف الطائرتين المتبقيتين بتنفيذ المرحلة النهائية من اختبارات الحالة المشتركة. يمثل التسليم دخولها الرسمي في الخدمة التشغيلية. بحلول ذلك الوقت، تم تسليم 34 طائرة من أصل 48 طائرة تم طلبها في الأصل مع 14 طائرة متوقعة في عام 2015. تم نقل العديد من طائرات سو-35 اس في وقت لاحق إلى ليبيتسك لتطوير التكتيكات القتالية وتدريب أفراد الخدمة. تتمركز طائرات اس-35 اس الروسية بشكل دائم في قاعدة بيسوفيتس الجوية بالقرب من الحدود الفنلندية، وفي قاعدة سنترالنايا أوجلوفايا الجوية بالقرب من فلاديفوستوك.
يعد إدخال السو-35 اس في الخدمة مع القوات الجوية الروسية جزءًا من برنامج التسلح الحكومي الروسي للفترة 2011-2020 الذي تمت صياغته في أعقاب الحرب مع جورجيا في عام 2008 بهدف زيادة عدد المعدات العسكرية الحديثة بشكل كبير في القوات المسلحة الروسية. يتم تسليم الطائرة إلى جانب سو-30 ام2 وسو-30 اس ام وأثقل سو-34 المطاردات. أول هما المتغيرات المحلية من KnAAPO سو-30 ام ك 2 وايركوت طائرة تصدير سو-30 ام ك أي ذات المقعدين. وفقًا للتقارير، كان الاستحواذ المتزامن لثلاث مشتقات مقاتلة من طراز سو-27 الأصلي لدعم مصنعي الطائرات وسط تراجع في طلبات التصدير. تعمل سو-30 ام 2 كنسخة تدريبية للسو-35.
حققت السو-35 اس القدرة التشغيلية الكاملة (FOC) في أواخر عام 2018.

## الاصدارات

### سو-27 ام / سو-35

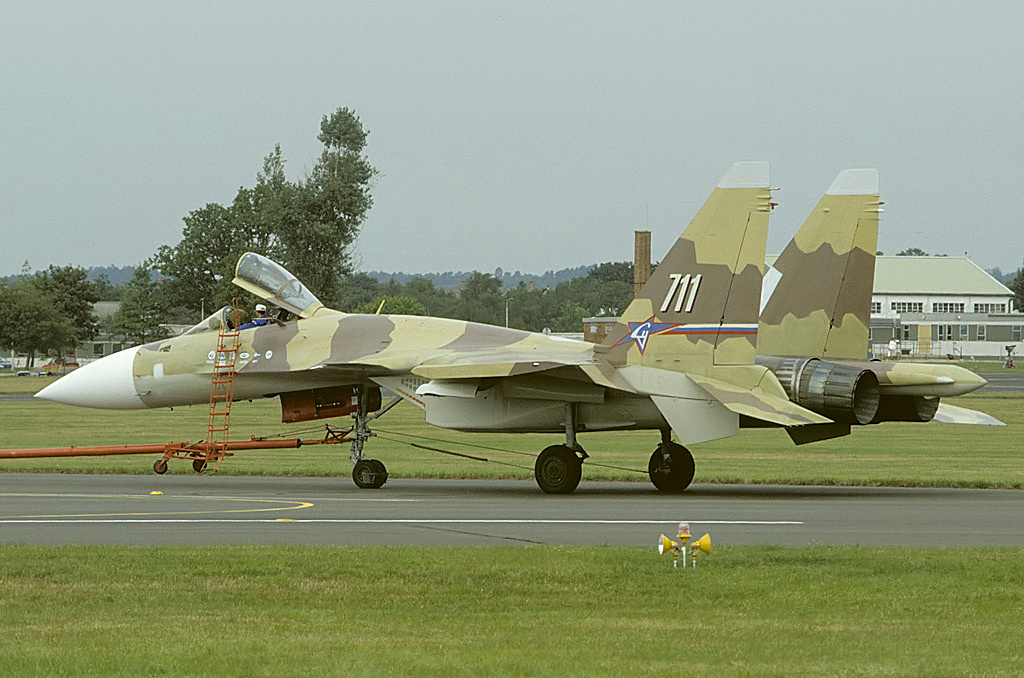
سوخوي سو-37 في معرض فارنبورو الجوي 1996

مقاتلة بمقعد واحد مع رمز المصنع (تي-10 ام) (Modernizerovany، «مُحدَّث»). كان النموذجان الأوليان لهما جسم أمامي جديد للطائرة، وأنظمة التحكم في الطيران المحدثة بالسلك. مثل ثلاث طائرات من تسع ما قبل الإنتاج من شركة KNAAPO بترميزات (تي-10 ام-5 وتي-10 ام-6 وتي-10 ام-7)، تم تحويلها من هياكل طائرات سو-27. كانت الطائرة الثالثة بترميز (تي-10 ام-3) وهي الأولى من سبع طائرات ما قبل الإنتاج التي تمتلك ذيولًا رأسية أطول، وهيكل سفلي بعجلتين، وقدرة على التزود بالوقود أثناء جوا. تم تشغيل سو-27 ام بواسطة محركات AL-31FM العنفية النفاثة. وتم بناء نموذجين أوليين وتسع طائرات ما قبل الإنتاج وثلاث طائرات إنتاج بحلول عام 1995؛ كما تم بناء طائرتين للاختبار الثابت بترميز (تي-10 ام-0 وتي-10 ام-4). لم تدخل الطائرة الإنتاج التسلسلي.

### سو-37

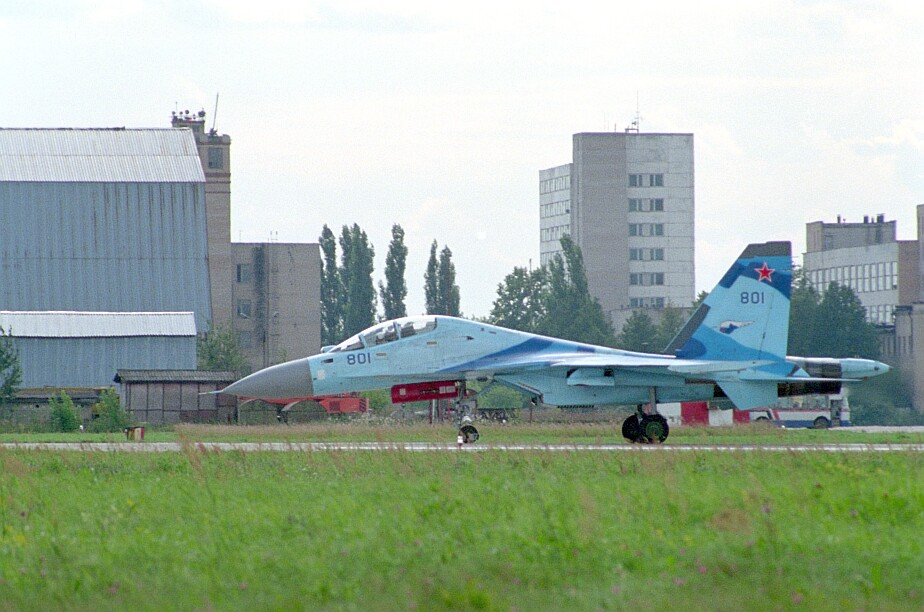
الوحيد سوخوي35-یو ب بمقعدين في عام 2001

مظاهرة تقنية، تم تحويلها من النموذج التطويري الحادية عشر للسو-27 ام (تي-10 ام-11). وتتميز بنظام رقمي للتحكم في الطيران، وقمرة قيادة زجاجية، ورادار طراز N011M، ومحركات AL-31FP مع فوهات دفع موجهة. تم تزويد الطائرة لاحقًا بمحركات AL-31F ذات الإنتاج القياسي، وتم تعديل نظام التحكم في الطيران وأنظمة قمرة القيادة.

### سو-35 يو بي
طائرة تدريبية بمقعدين صممها وصنعها مصنع KnAAPO. وتميزت هذة الطائرة الوحيدة الفريدة من نوعها بترميز (تي-10 يو بي ام-1) بالجنيحات الأمامية والذيول الرأسية الأطول لطائرة سو-27 ام وجسم الطائرة الأمامي المماثل للسو-30 ام ك ك. وقد شاركت السو-35 يو بي أيضًا في مجموعة إلكترونيات الطيران للطائرة للسو-30 ام ك ك، على الرغم من أنها كانت تمتلك نظامًا مختلفًا للتحكم في الطيران من خلال الأسلاك لاستيعاب الجنيحات الامامية. كانت الطائرة تعمل بمحركات AL-31FP مع فوهات دفع موجهه. بالرغم من أن السو-35 يو بي كانت طائرة تدريب، فقد تم تصميمها لتكون قادرة على القتال بشكل كامل.

### سو-35 بي ام
مقاتلة ذات مقعد واحد تعد إعادة تصميم رئيسية للطائرة الأصلية سو-27. يتميز النوع بتعديلات كبيرة على هيكل الطائرة، بما في ذلك إزالة الجنيحات الأمامية والفرامل الهوائية الظهرية كما هو موجود في السو-27 ام. تتميز بالرادار المحدث N035 Irbis-E وقمرة القيادة المعاد تصميمها. يتم تشغيل الطائرة بواسطة محركات المروحية العنفية النفاثة AL-41F1S ذات فوهة الدفع الموجه القادرة على الطيران الفائق. وتُعرف السو-35 بي ام أيضًا بالترميز تي-10 بي ام (Bolshaya Modernizatsiya، «التحديث الرئيسي»)، وهي ليست التسمية الفعلية المستخدمة من قبل مكتب سوخوي، التي تسوق الطائرة باسم «سو-35».

### سو-35 اس
تعيين تصميم إنتاج الطائرة ذات الترميز تي-10 بي ام للقوات الجوية الروسية. وفقًا لأسبوع الطيران وتكنولوجيا الفضاء، يرمز الحرف "S" إلى Stroyevoy (المحارب).

## المستخدمون

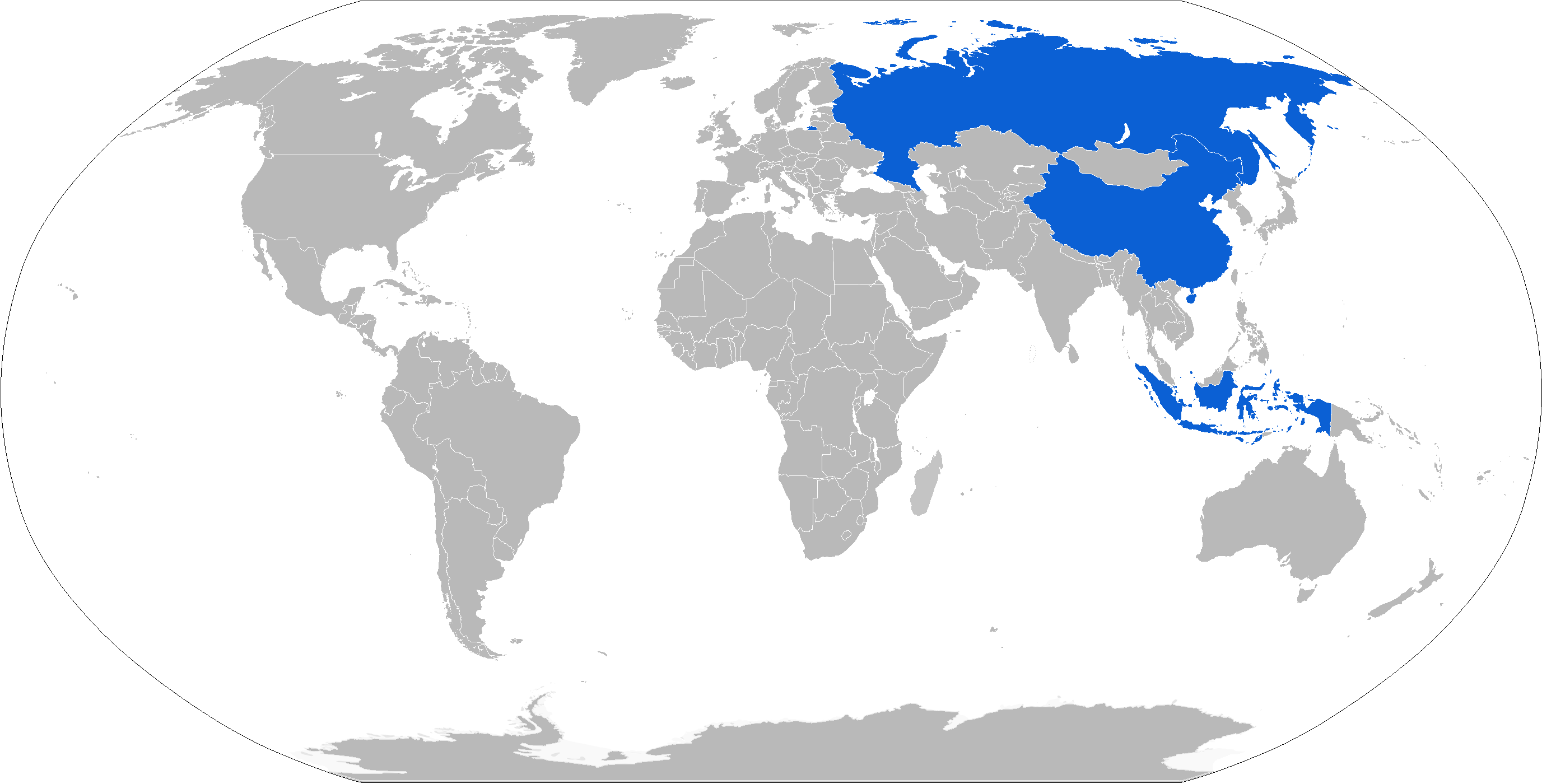
الدول المستخدمة للسوخوي سو-35 في العالم

### إندونيسيا
- القوات الجوية الإندونيسية - 11 طائرة تحت الطلب.[51][52]

### روسيا
- القوات الجوية الروسية - 92 طائرة في المخزون.[53][54][55] الطلب الثالث لشراء 30 طائرة تم الانتهاء منه في أغسطس 2020 هو زيادة العدد إلى 128.[56][57][58]
  - 23 فوج الطيران المقاتل - مطار دزيومجي، خاباروفسك كراي.[59]
  - فوج الطيران المقاتل التابع للحرس الثاني والعشرون - قاعدة سنترالنايا أوجلوفايا الجوية، بريمورسكي كراي.[60]
  - 159 فوج طيران مقاتل - قاعدة بيسوفيتس الجوية، جمهورية كاريليا.
  - 790 فوج طيران مقاتل - قاعدة بوريسوفسكي خوتيلوفو الجوية، تفير أوبلاست.[61][62]
  - المركز الرابع لتوظيف القتال وإعادة تدريب الموظفين - قاعدة ليبيتسك الجوية، ليبيتسك أوبلاست.
  - المركز رقم 929 لتجارب الطيران الحكومية - قاعدة فلاديميروفكا الجوية، أستراخان أوبلاست.
  - قاعدة حميميم الجوية، اللاذقية، سوريا.[63]

### الصين
- القوات الجوية لجيش التحرير الشعبي - 24 طائرة في المخزون.[64]
  - لواء الطيران السادس - قاعدة Suixi الجوية، قوانغدونغ.[65]

## صفقات أخرى

### مصر
- القوات الجوية المصرية - 24 طلبًا بعد توقيع العقد في 2018.[66]
  - في الثامن عشر من مارس عام 2019، تم الإعلان عن أن موسكو والقاهرة قد عقدتا صفقة بقيمة ملياري دولار أمريكي لتزويد مصر بأكثر من 20 مقاتلة «سو-35» وذخائرها، على أن يتم توريدها فيما بين عامي 2020 و2021.[67][68] كما أكدت صحيفة «كوميرسانت» أن الصفقة غير قاصرة على المقاتلات فقط.[69] حذر وزير الخارجية الأمريكي مايك بومبيو مصر من شراء هذه الطائرات قائلا «إذا اشترت مصر هذه الطائرات، فإننا سنوقع عليها عقوبات طبقًا لقانون مكافحة أعداء أمريكا من خلال العقوبات».[70] وفي 19 يوليو 2020، بدأت روسيا إنتاج طائرات سوخوي سو-35 لصالح مصر.[71]

## مواصفات سو-35 اس

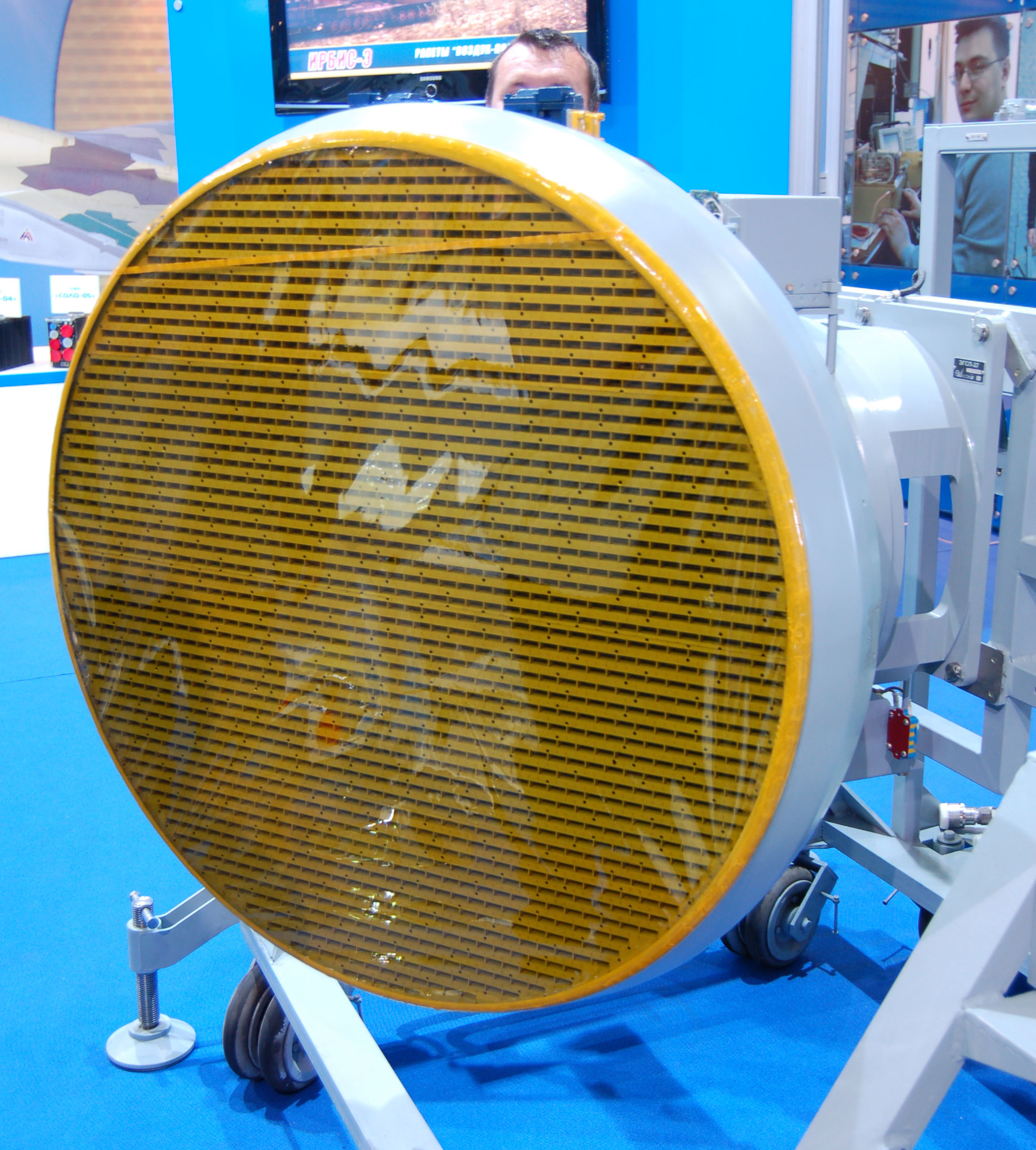
رادار Irbis-E للطائرة سو-35 المحدثة في MAKS Airshow 2009

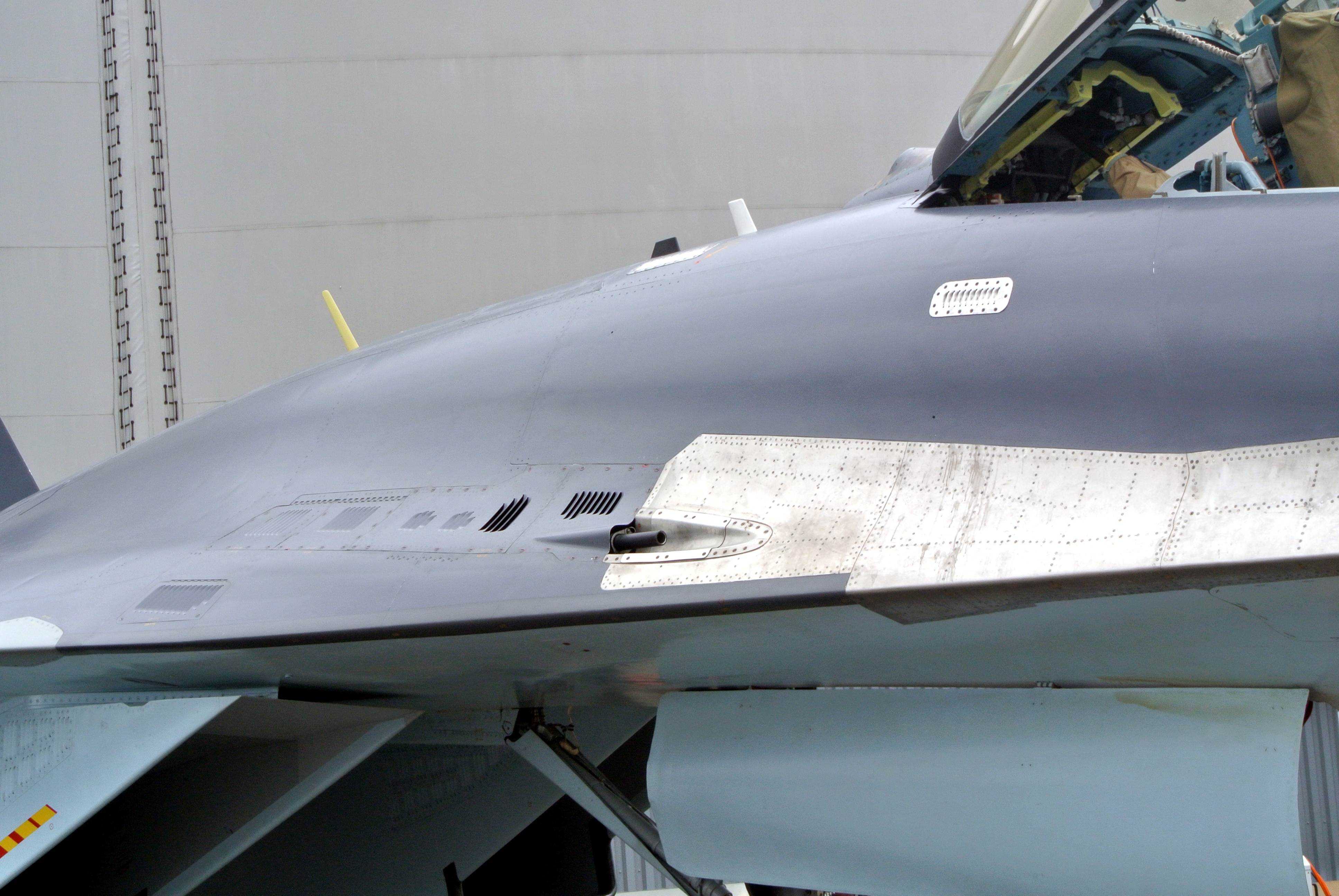
مدفع GSh-30-1 في جذر الجناح الأيمن، سو-35، معرض باريس الجوي 2013

البيانات من KnAAPO، ومجلة Jane's All The World's Aircraft 2013.

### الخصائص العامة
- الطاقم: واحد
- الطول: 21.9 م
- باع الجناح: 15.3 م
- الارتفاع: 5.9 م
- مساحة الجناح: 62.4 م2
- الوزن:
  - الوزن فارغة: 17.5 طن
  - الوزن بالحمولة القياسية: 25.3 طن
  - أقصى وزن للاقلاع: 34.5 طن
  - وزن الوقود: 11.5 طن
- محركات الطائرة: 2× (Saturn 117S (AL-41F1S تربوفان مع فوهة توجية دفع

### الأداء
- السرعة القصوى:
  - 2400 كم / ساعة 2.25 ماخ على أقصى 11كم ارتفاع،
  - 1400 كم / ساعة 1.13ماخ عند مستوى قريب من سطح البحر 200 متر.
- سرعة الرحلة: 1250 كم / ساعة 1.1 ماخ رحلة بحرية فائقة على ارتفاع متوسط.[75]
- المدى: 3600 كم على ارتفاع 1,580 كم بالقرب من مستوى سطح البحر.
- نطاق القتال: 1600 كم تقريبًا.[76]
- نطاق العبّارة: 4500 كم مع خزانين وقود خارجيين.
- سقف الخدمة: 18000م
- كحد أقصى: +9
- معدل الصعود: 280 م / ث +
- تحميل الجناح: 408 كجم / م 2 مع وقود بنسبة 50٪، 500.8 كجم / م 2 بوقود داخلي كامل.
- الدفع / الوزن: 1.13 بوقود 50٪، 0.92 بوقود داخلي كامل

### التسليح
- المدافع: مدفع الي داخلي عيار 30 ملم طراز (Gryazev-Shipunov GSh-30-1) بـ 150 قذيفة.
- نقاط التعليق: توجد 12 نقطة تعليق، تتكون من قضيبين في طرفي الجناح، و10 محطات للجناح وجسم الطائرة بسعة 8000 كجم من الذخيرة، مع أحكام لحمل مجموعات من:
  - الصواريخ غير الموجه: S-25
  - الصواريخ الموجهه:
    - صواريخ جو-جو:
      - 8 صواريخ طراز R-27ER/ET
      - صواريخ طراز R-40
      - صواريخ طراز R-60
      - 6 صواريخ طراز R-73E
      - 12 صاروخ طراز R-77M/P/T
      - 6 صواريخ طراز R-74

    - صواريخ جو-أرض:
      - صواريخ طراز Kh-25ML
      - 6 صواريخ طراز Kh-29L/TE
      - 3 صواريخ 3M-14AE

    - صواريخ مضادة-للسفن:
      - 3 صواريخ طراز 3M-54AE1
      - 6 صواريخ طراز Kh-31A/AD
      - صواريخ طراز Kh-35U
      - 5 صواريخ طراز Kh-59MK
      - صاروخ طراز Yakhont

    - صواريخ مضادة للإشعاع:
      - صاروخ طراز Kh-25MP
      - 6 صواريخ طراز Kh-31P/PD
      - 5 صواريخ طراز Kh-58UShE

  - القنابل
    - 8 قنابل توجيه تلفزيوني طراز KAB-500KR
    - 8 قنابل موجهة بالليزري طراز KAB-500L
    - 8 قنابل موجهة طراز KAB-500OD
    - 8 قنابل موجهة بالاقمار الصناعية طراز KAB-500S-E
    - 3 قنابل توجيه تلفزيوني طراز KAB-1500KR
    - 3 قنابل موجهة بالليزري طراز KAB-1500L
    - قنابل موجهة بالليزر طراز GBU-500
    - قنابل توجيه تلفزيوني طراز GBU-500T
    - قنابل موجهة بالليزر طراز GBU-1000
    - قنابل توجيه تلفزيوني طراز GBU-1000T

### الاليكترونيات
- رادار المسح الاليكتروني السلبي طراز Irbis-E
- نظام البحث والتتبع بالأشعة تحت الحمراء طراز OLS-35
- نظام الاجرائات المضادة L175M Khibiny-M